# Mixibius ninguidus
Mixibius ninguidus är en djurart som tillhör fylumet trögkrypare, och som beskrevs av Vladimir I. Biserov 1999. Mixibius ninguidus ingår i släktet Mixibius och familjen Hypsibiidae. Inga underarter finns listade i Catalogue of Life.